# Бондарчук Олег Вікторович
Оле́г Ві́кторович Бондарчу́к (24 лютого 1979 — 29 серпня 2014) — солдат Збройних сил України, учасник російсько-української війни.

## Короткий життєпис
Народився 1979 року в селі Широка Дача Криворізького району Дніпропетровської області. Проживав у місті Кривий Ріг. Закінчив 1994 року 9 класів загальноосвітньої школи № 114 міста Кривий Ріг; по тому — Інгулецький технікум; спеціальність «Експлуатація та ремонт гірничого електромеханічного обладнання та автоматичних пристроїв». Проходив строкову військову службу в лавах Збройних Сил України. По демобілізації з 2000 року працював на Інгулецькому гірничо-збагачувальному комбінаті. В 2000—2011 роках — машиніст екскаватора у кар'єрі комбінату, від 2011 року — слюсар з ремонту обладнання у цеху з ремонту рухомого складу «ІнГЗК».
Мобілізований 19 травня 2014 року. Солдат, стрілець-санітар, 40-й батальйон територіальної оборони «Кривбас».
Загинув при виході колони з Іловайська «гуманітарним коридором» на дорозі поміж селом Новокатеринівка та хутором Горбатенко. 3 вересня 2014 р. тіло Олега Бондарчука разом з тілами 96 інших загиблих у Іловайському котлі привезено до дніпропетровського моргу. 16 жовтня 2014-го тимчасово похований на Краснопільському цвинтарі Дніпропетровська, як невпізнаний Герой.
Перебував у списку зниклих безвісти. Упізнаний за експертизою ДНК серед похованих під Дніпропетровськом невідомих героїв АТО.
1 грудня 2015 року воїна перепоховали у Кривому Розі, на Алеї Слави Інгулецького кладовища.

## Нагороди та вшанування
За особисту мужність і героїзм, виявлені у захисті державного суверенітету та територіальної цілісності України, вірність військовій присязі під час російсько-української війни, відзначений — нагороджений:
- 25 квітня 2016 року — орденом «За мужність» III ступеня (посмертно);[1]
- відзнакою міста Кривий Ріг «За Заслуги перед містом» 3 ступеня (посмертно);
- на будинку, де проживав Віктор, відкрито меморіальну дошку його честі.[2]
- Його портрет розміщений на меморіалі «Стіна пам'яті полеглих за Україну» у Києві: секція 3, ряд 1, місце 32
- Вшановується 29 серпня на щоденному ранковому церемоніалі вшанування українських захисників, які загинули цього дня у різні роки внаслідок російської збройної агресії[3]
- Іловайський Хрест (посмертно)